# 原神相关争议
《原神》是一款由中国大陆开发商米哈游开发并发行的开放世界动作角色扮演游戏。自米哈游发布关于该作的第一个宣传片“捕风的异乡人”后，本作就陷入抄袭争议中。此外，由于米哈游是一家位于中国大陆的公司，遵守中国大陆网络审查制度且执行严格的自我审查，受到中国大陆以外媒体和一些人权组织的批评。游戏正式发布后，由于部分新角色设计触及种族歧视问题和价值观差异，引发了进一步争议。部分狂热原神玩家的偏激行为也受到各方热议和指责。

## 游戏内容

### 抄袭争议
自官方正式发布该作宣传片后，根据游戏新闻媒体Gamespot发布的《原神》与《塞尔达传说 旷野之息》内容对比视频，一些游戏玩家怀疑《原神》的美術風格与界面涉嫌抄袭《塞尔达传说 旷野之息》的内容。《塞尔达传说 旷野之息》版权方任天堂没有对相关抄袭看法置评。
2019年6月25日，针对相关抄袭质疑，原神制作团队发布声明，承认在开发游戏过程中在世界探索系统等方面借鉴了塞尔达传说系列的内容，该作对侠盗猎车手系列等作品也有借鉴之处，表示作为新人团队只能不断学习。玩家对该声明的态度呈现两极分化的状态。一些玩家认为，尽管《原神》和《塞尔达传说 旷野之息》有较多相似之处，但《原神》也有自己的特色，这并不能证明两者实质性相似。Eurogamer评论员认为《原神》在角色和元素机制上有独特的创新之处。不过另一部分玩家并不认可这一说法，GQ特约撰稿人指出《原神》角色的攻擊模式、地圖探索、神廟解密和野外料理这些细节内容在一定程度上和塞尔达传说一致，可能存在抄袭的情况。聯合新聞網专栏作家朱家安分析认为，米哈遊实际是想藉抄袭争议來行銷，“讓大眾誤認為《原神》能比肩《曠野之息》”，而实际上在遊戲核心玩法上《原神》则与《曠野之息》“剛好相反”。
2019年8月，《原神》在ChinaJoy的PlayStation的展位上展出，由于相关抄袭争议，有一些玩家自发前往展位进行抗议，甚至有人砸毁自己的PS4表达不满。2020年3月，斗鱼主播郑翔在测试游玩《原神》后发布微博称游戏像“国产塞尔达”，米哈游随即要求其删除微博。
《纽约时报》发布的一份对日本玩家的调查显示，日本玩家大多将《原神》视为对该国最受欢迎的奇幻游戏塞尔达传说系列的致敬或模仿，并且借鉴了其他传统日本卡通，比如《天空之城》和《勇者斗恶龙》。不过后续米哈游在《原神》添加了一个基于德川时代日本的地区——稻妻，这在一定程度上消解了一些日本玩家对于该作的质疑，也表明米哈游正在以自身内容创新克服以往抄袭所带来的刻板印象。纽约时报记者曾就相关事件多次提出采访请求，但被米哈游以高管日程繁忙为由拒绝。

### 角色设计争议

有玩家发现在米哈游发布的宣传视频中，制作团队采用土著人的舞蹈设计反派角色“丘丘人”

2021年4月，一位美国原住民在Twitter发帖称发现在米哈游2020年末发布的视频里，制作人员在参考土著人的舞蹈和习俗去设计《原神》里怪物和反派“丘丘人”。部分欧美玩家认为这是对原住民群体的歧视和污名化，号召抵制此游戏。相关话题“#boycottmihoyo”（抵制米哈游）和“#boycottgenshin”（抵制原神）登上推特趋势。随着事件不断发酵，指出游戏内仅有的两个深色皮肤角色辛焱和凯亚被分别描述为“令人畏惧”和“异国情调”，這兩位角色的膚色較深但在人物背景設定上卻是外國人，被認為可能会助长种族主义，加剧对黑人等少数族裔群体的歧视。有儿童人权人士发现《原神》中非玩家角色“乌尔法”称想向似乎是未成年儿童的女性角色“芙萝拉”告白，他们批评该作宣传恋童情节，向社会传递不良导向。
2021年11月22日，《原神》公布將推出新角色申鶴，该角色的设计引发一些女权人士、汉服专家和保守人士的批评。有观点認為米哈游有意將申鶴的下半身設計為黑絲襪，且该角色腹部的花紋是在影射常见于日本成人漫画中的「淫紋」，批评该角色设计「不尊重女性玩家」、「低俗辱華」，揚言要該角色下架。也有网友和玩家反驳此观点，认为该角色透膚設計及花紋源于敦煌藝術中的忍冬紋，该造型的性別歧視元素并不明显，批评「有些人心理色情，看甚麼都色（色情）」。
2022年8月，米哈游在《原神》3.0版本推出须弥地区。尽管该地区的设计灵感大多来源于中东和北非文化，但一些角色被设计为白皮肤，这引发了一些玩家有关肤色歧视的指责亦有其他玩家和媒体批评米哈游在须弥角色的设计上存在文化挪用的现象。
塔拉·費克爾和克里斯多福·B·派特森在《媒介传播批判研究》發佈了一篇研究電子遊戲中的文化多样性的文章，文中以《原神》為研究案例，遊戲以現實世界中的各種文化構建出不同的虛構國度，玩家與來自不同國家的角色相遇相知並引發共鳴。《原神》中鮮明的國別差異，反而讓种族主义這種話題變得沒有討論的價值，玩家和评论者也更专注於角色的話題上。
2023年7月3日，《原神》公開了將於遊戲4.0版本中實裝的新地區「楓丹」的全新劇情角色影片「致終幕的歡宴」，其中部分新角色的设计引发争议。有玩家指「娜維婭」的乳溝完全消失不见，好似该角色只有一个乳房。另一角色「林尼」被设计为身穿吊带黑丝和露背装的少年男性魔術師，有网民指该设计像身穿情趣穿著的男娼。
2024年7月，《原神》中虚构国家“纳塔”因其以拉丁美洲和非洲为原型而出场角色均为白人而再度引发争议；推特出现相关话题“#BoycottHYV”（抵制米哈游）要求米哈游停止“粉饰角色”和“文化挪用”，《原神》角色砂糖、宵宫、赛诺以及赛索斯的英文配音演员也纷纷发表看法。

## 审查制度

### 政治词汇审查

记者Kazuma Hashimoto在《原神》游戏内聊天发送“台湾”“香港”等词汇时被审查

2020年10月6日，ReedPop记者兼Twitch实况主Kazuma Hashimoto在社交网站Twitter上发布了一段视频，展示了游戏如何审查游戏内聊天中的“香港”、“台湾”、“中华民国”等中国大陆敏感的政治词汇，并同时发布声明他将会抵制这款游戏。视频显示，在聊天消息中发送相关词汇会被替换为审查字符。在原神官方的Reddit频道里，大量玩家发帖表达对原神审查制度的不满。后续有其他玩家发现和中国大陆政治无关的词汇“斯大林”、“希特勒”、“普京”也被审查屏蔽。另外，原神的玩家用户名和签名内容同样受到此类审查，有玩家在簽名上加上敏感內容後被警告。
同一时间点，有台湾玩家因为游戏内签名带有台湾相关的内容，其账号被米哈游官方封禁15年，随后被追加为永久封禁。该玩家在翻閱原神的服务条款后，表示相关规约內容中实际並沒有提到相關的禁止條款，遂指控原神官方滥用封禁权限并申诉。游戏新闻网站Kotaku也尝试联系米哈游就此事置评，但均未获得回应。
2020年11月，美国非营利人权组织自由之家发布中国大陆媒体调查报告，批评米哈游在《原神》里进行跨国审查，打压言论自由。美国外交学者杂志评价《原神》已然成为中国大陆的政治宣传工具之一，标志着中华人民共和国网络审查制度「全球化」的悄然胜利。华尔街日报援引美国智库Center for a New American Security报告指出，《原神》等中国电子游戏长期超范围收集用户数据，在审查用户的同时也潜在危害美国国家安全。美国国务院也在2021年国别人权报告中批评《原神》漠视人权，进行大范围审查。
2021年9月，《南华早报》称米哈游等200多家中国大陆游戏公司共同签署了一项加强自我审查的协议，该协议要求删除游戏内可能宣扬“错误价值观”并违反中国政府法规的内容。米哈游在《原神》中国大陆后续版本中重新设计了一些女性角色的外观和服装，使其的外觀更加保守，这项调整在国际服作为可选附加内容发布。部分玩家对此表示反对。

### 其他审查
日本虛擬偶像事務所hololive旗下一期生赤井心和四期生桐生可可因为在展示其YouTube后台观众数据无意将台湾列为国家，其名称“桐生可可”等相关词汇被原神列为违禁词并审查。
此外，一些在日常生活中的正常词汇，诸如“词语”（words）、“敌人”（enemies）也被无端审查。

## 营销策略
2021年《原神》上市一周年之际，官方发起「銘記之旅」紀念活動被批評獎勵過低。该活动所送的100原石甚至无法去进行单次抽奖。面对玩家和粉丝的意见，米哈游最初对此事件的操作仅是在Reddit删除相關貼文，并將抱怨的玩家踢出官方的Discord群组。此举导致更多玩家不满，随即《原神》在Google Play上遭到大量玩家负评轰炸，其评分从4.6分一度跌至1.9分。受此影响，米哈游在后续公告中宣布将连续四天给玩家发送额外的限定道具以平息舆论。GameRant专栏作者认为，周年庆事件反映出米哈游和玩家的沟通不畅，其公关在玩家面前留下了糟糕的印象。

2021年10月14日，《原神》官方在推特舉辦纪念活動，称活动期间当NPC角色「艾拉‧馬斯克」（Ella Musk）的官方推特账号关注人数達到不同門檻時，就會邀請埃隆·马斯克（Elon Musk）進行一系列活動。该活动因与遊戲本身无关和无奖励机制而引发欧美玩家质疑和不满。Inverse评论员认为尽管此类活动有益于游戏推广，但以马斯克作为噱头进行病毒营销是不合适的。最终米哈游因活动争议而删除该活动推文。

## 抽卡消费
国际金融报发文指，抽卡机制作为获取心仪角色和高战斗力的唯一渠道，其概率低的特点，导致配队难以成行，诱使高额消费。中国经营报则发文指，抽卡概率低引发玩家不满，其抽卡产生心态失衡，引发非理性消费。

## 信息安全问题

### 反外挂程序权限问题
2020年9月28日，有玩家发现，原神PC版会自动安装一款名为“mhyprot2.sys”的反外挂程序。经过测试发现，该程序即使在关闭游戏的情况下也会常驻运行，甚至会在卸载游戏后留在电脑中继续保持运作，用户必须以管理员的身份打开，输入命令后才能手动关闭或删除此驱动。这引起原神玩家对自身信息安全问题的疑虑。米哈游随后回应该反外挂程序仅会收集必要游戏内数据，并正式发布公告将修改该程序相关机制。
2022年8月，有信息安全专家发布研究报告，称该反外挂程序“mhyprot2.sys”存在较为严重的安全漏洞。有分析表明，由於該驱动程序擁有高權限，所以可以恶意终止、禁用用户电脑内的杀毒软件，允许本地非特权用户在Microsoft Windows系统上以系统权限执行任意代码，以及強行終止杀毒软件。有勒索病毒将该程序提取并利用它进行恶意破坏，即使没有安装原神的电脑用户也有可能会受到此攻击影响。网络安全公司趨勢科技在分析了2022年7月的一起勒索软件感染案例后指端点保护进程被“mhyprot2.sys”通过内核模式强制终止。卡巴斯基实验室在一篇报告中表示，早在2021年夏季，原神开发团队就被安全人员警示其驱动程序存在潜在问题，但是当时他们并不认为其存在漏洞或风险。
2022年9月14日，该反外挂程序的漏洞已被美国国家计算机通用漏洞数据库记录在案，编号为CVE-2020-36603。不过米哈游仍未承认其漏洞存在，也没有提供修复程序，相关程序的签名依然有效，截至目前并没有十分可靠的解决方案。

### 账号安全问题
2020年12月，一名玩家在Reddit上發文表示自己的《原神》帳號在綁定电子邮件和启用雙重認證后依然遭到盜用，而米哈游官方客服却以盗号者課金量较多为由认定“這是一个複雜的情況”而拒絕為该名玩家取回帳號。此事件引发玩家讨论，有玩家表达了对自己账号无法保障的担忧和不滿，而米哈游则未对此事进行回应。
2020年9月，有技术人员发现原神的账户密码重置系统有泄露账号绑定手机号的风险。任何人可以通过用户名选择重置密码功能去获取玩家完整且未经加密处理的手机号码。米哈游没有对此事件作出公开回应，不过原神官方在后续更新的迭代版本中悄悄修复了这一问题。
同年10月，有用户在GitHub上传了一份含15万《原神》用户个人信息的列表，根据上传者提供的信息样本显示，泄露内容包括玩家的电子邮件和电话号码。米哈游称是这些用户使用第三方程序登录账号所致。
2023年4月，bilibili和原神推出“解锁原神风格的自己”活动，用户可以通过上传个人照片生成《原神》风格的个人形象。不过活动页面并没有事先提醒会将用户照片和生成的图片一同制作成影片上传至bilibili发布，导致大量玩家的自拍照在不知情的情况下在网络上公开传播。B站官方对此紧急致歉，修正活动规则，同时提供删除相关照片的教程。
2023年8月初，有游戏玩家利用外挂程序在《原神》多人联机模式中恶意删除他人世界内的交互物品，导致其他玩家无法正常继续相关剧情，甚至出现自身角色被删除后强制踢出服务器中断游戏而无法再次上线的情况，造成恶劣影响。技术人员通过分析大量案例认为，恶意入侵可能和《原神》近期推出角色“卡维”相关机制的漏洞有关。米哈游在8月25日发布公告称已经修复绝大多数问题，并将追究外挂制作者的法律责任。

### 收集用户数据
2024年5月，受澳洲政府資助的澳大利亚战略政策研究所（ASPI）的一份报告显示，中国可能通过各种社交媒体平台和网络游戏收集用户数据，报告重點提及了Temu、滴滴和《原神》。ASPI認為这些数据可用于了解用户偏好，影响全球信息感知，并最终增强中国的国际影响力。

## 文化反响

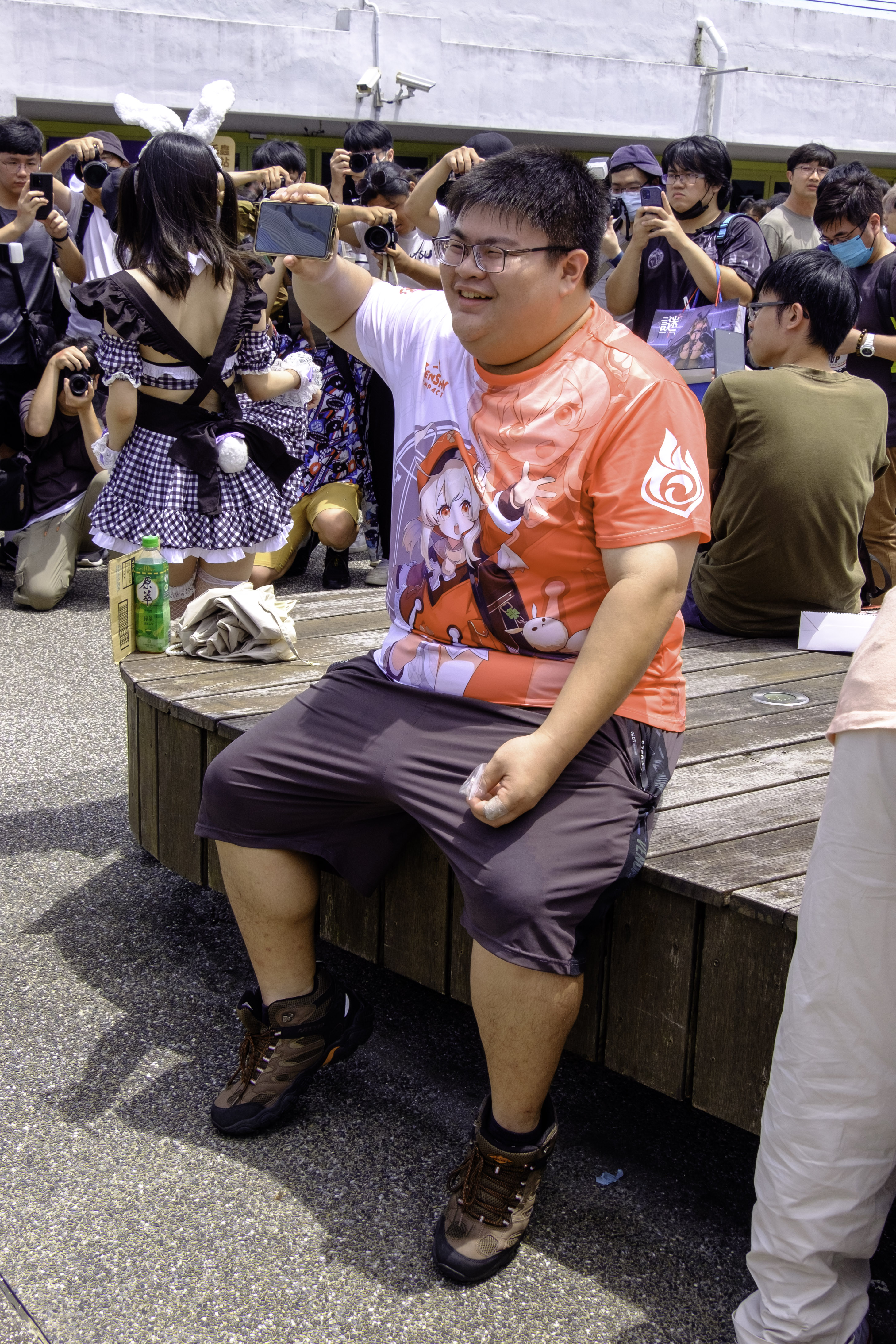
有coser在Fancy Frontier 41上恶搞網路迷因“原神启动”

由于《原神》的游戏元素具有文化特色，在宣扬中华文化的同时将其他一些国家文化进行了一定程度上的融合，中国大陆媒体大多认为该作在全球推广让中国文化输出实力得到较大提升。官媒人民网认为这极大提升中国APP在全球的影响力，推动“出海”战略的实施，以及让更多海外人士了解“中国传统文化”。该作也入选中华人民共和国商务部2021-2022年度中国国家文化出口重点项目名单。美国外交学者杂志认为，《原神》的全球推广标志着中国大陆软实力的提高，同时也表明中国大陆日益增长的民族主义正在全球扩散其影响，这也导致一些狂热分子做出了不理智的事情。联合新闻网曾报道中国大陆一位原神玩家非法获取台湾多所高校师生电邮地址，频繁发送内容为“原神世界第一”的垃圾邮件，扰乱正常教学秩序。2022年《原神》与必胜客联动期间，有原神玩家在现场喊“独立宣言”、朝“原石”的coser下跪，甚至有人将必胜客中印有原神图案的盘子偷走并挂在閒魚上售卖，引发了舆论热议和群嘲。而此活动最终也因扰乱2019冠状病毒病疫情防疫而被多地警方勒令终止，部分激进原神玩家也因破坏治安秩序被警方传唤并驱离。狂热玩家的行径催生了“原批”等贬义称呼，更产生了“原批第一定律”和“原神启动”等讽刺用语。
这种现象也催生了一些抵制运动的产生。在香港网上论坛连登讨论区中，包括《原神》的集中讨论帖在内所有《原神》相关的帖文都会被负评，在集中帖以外的地方討論《原神》也会被連登會員留言聲討。2023年7月22日，推特用户声称在原神2023夏季慶典现场安装自制炸弹，进行恐怖袭击，警方经过大范围搜查后并未发现相关爆炸物。韩国警方经过调查发现，此人发出袭击恐吓的原因是反对《原神》文化入侵。2024年，俄罗斯国家杜马议员维塔利·米洛诺夫在接受采访时指责韓劇、日本動畫、《原神》等中國電子遊戲对年轻人造成了负面影响，他認為只有失败者才玩《原神》和《最終幻想》。

## 学术文献
- Li, Qian; Li, Xiaotian.  (PDF). Global Media and China (赛吉出版公司). 2023-06-24, 0  [2023-08-26]. ISSN 2059-4364. doi:10.1177/20594364231190313 . eISSN 2059-4372. （原始内容存档于2023-08-26） （英语）.
- Akbar, Fitrawan; Kusumasari, Bevaola.  (PDF). Policy Futures in Education. 2021-07-16, 20 (5)  [2023-08-27]. doi:10.1177/14782103211033071. （原始内容存档于2023-08-27） （英语）.